# 10a etapa del Tour de França de 2011
La 10a etapa del Tour de França de 2011 es disputà el dimarts 12 de juliol de 2011 sobre un recorregut de 158 km entre Orlhac i Carmauç. El vencedor fou l'alemany André Greipel (Omega Pharma-Lotto), que d'aquesta manera aconseguia la seva primera victòria al Tour de França.

## Perfil de l'etapa
Etapa trencacames pel Massís Central, amb 4 dificultats muntanyoses puntuables, dues de tercera i dues de quarta.

## Desenvolupament de l'etapa
Etapa marcada per una escapada de sis corredors, Arthur Vichot (FDJ), Anthony Delaplace (Saur-Sojasun), Sébastien Minard (AG2R La Mondiale), Marco Marcato (Vacansoleil-DCM), Rémy di Grégorio (Astana Qazaqstan Team) i Julien El Fares (Cofidis). La màxima diferència dels escapats fou de 4' al km 49,5. A 21 km pel final començaren les hostilitats entre els escapats, que veieren com el gran grup se'ls acostava i a poc a poc anirien quedant engolits pel gran grup. El darrer va ser Vichot, a 17 km de meta. En els darrers metres de la darrera dificultat muntanyosa del dia cinc corredors quedaven al capdavant, amb uns quants segons sobre la resta de favorits. Entre ells hi havia Philippe Gilbert (Omega Pharma-Lotto) i el mallot groc Thomas Voeckler (Team Europcar). A 7 km de meta van ser neutralitzats. Finalment la victòria es decidí a l'esprint, sent el vencedor l'alemany André Greipel (Omega Pharma-Lotto), que s'imposà a Mark Cavendish (Team HTC-High Road).

## Esprints
| Primer  | Arthur Vichot              | 20 pts |
| Segon   | Anthony Delaplace          | 17 pts |
| Tercer  | Sébastien Minard           | 15 pts |
| Quart   | Marco Marcato              | 13 pts |
| Cinquè  | Rémy di Grégorio           | 11 pts |
| Sisè    | Julien El Fares            | 10 pts |
| Setè    | Mark Cavendish             | 9 pts  |
| Vuitè   | Mark Renshaw               | 8 pts  |
| Novè    | José Joaquín Rojas         | 7 pts  |
| Desè    | Francisco Ventoso          | 6 pts  |
| Onzè    | Philippe Gilbert           | 5 pts  |
| Dotzè   | Mickaël Delage             | 4 pts  |
| Tretzè  | Tony Gallopin              | 3 pts  |
| Catorzè | Matthew Harley Goss        | 2 pts  |
| Quinzè  | Rui Alberto Faria da Costa | 1 pt   |

| Primer  | André Greipel        | 45 pts |
| Segon   | Mark Cavendish       | 35 pts |
| Tercer  | José Joaquín Rojas   | 30 pts |
| Quart   | Thor Hushovd         | 26 pts |
| Cinquè  | Romain Feillu        | 22 pts |
| Sisè    | Daniel Oss           | 20 pts |
| Setè    | Sébastien Hinault    | 18 pts |
| Vuitè   | Borut Božič          | 16 pts |
| Novè    | Geraint Thomas       | 14 pts |
| Desè    | Samuel Dumoulin      | 12 pts |
| Onzè    | William Bonnet       | 10 pts |
| Dotzè   | Tomas Vaitkus        | 8 pts  |
| Tretzè  | Grega Bole           | 6 pts  |
| Catorzè | Philippe Gilbert     | 4 pts  |
| Quinzè  | Edvald Boasson Hagen | 2 pt   |

## Ports de muntanya
| Primer | Marco Marcato     | 2 pts |
| Segon  | Anthony Delaplace | 1 pt  |

| Primer | Marco Marcato | 1 pt |

| Primer | Marco Marcato    | 2 pts |
| Segon  | Sébastien Minard | 1 pt  |

| Primer | Thomas Voeckler | 1 pt |

## Classificació de l'etapa
|    | Ciclista           | Equip               | Temps      |
| -- | ------------------ | ------------------- | ---------- |
| 1  | André Greipel      | Omega Pharma-Lotto  | 3h 31' 21" |
| 2  | Mark Cavendish     | Team HTC-High Road  | m. t.      |
| 3  | José Joaquín Rojas | Movistar Team       | m. t.      |
| 4  | Thor Hushovd       | Garmin-Cervélo      | m. t.      |
| 5  | Romain Feillu      | Vacansoleil-DCM     | m. t.      |
| 6  | Daniel Oss         | Liquigas-Cannondale | m. t.      |
| 7  | Sébastien Hinault  | AG2R La Mondiale    | m. t.      |
| 8  | Borut Bozic        | Vacansoleil-DCM     | m. t.      |
| 9  | Geraint Thomas     | Team Sky            | m. t.      |
| 10 | Samuel Dumoulin    | Cofidis             | m. t.      |

## Classificació general
|    | Ciclista          | Equip              | Temps       |
| -- | ----------------- | ------------------ | ----------- |
| 1  | Thomas Voeckler   | Team Europcar      | 42h 06' 32" |
| 2  | Luis León Sánchez | Rabobank ProTeam   | + 1' 49"    |
| 3  | Cadel Evans       | BMC Racing Team    | + 2' 26"    |
| 4  | Frank Schleck     | Team Leopard-Trek  | + 2' 29"    |
| 5  | Andy Schleck      | Team Leopard-Trek  | + 2' 37"    |
| 6  | Tony Martin       | Team HTC-High Road | + 2' 38"    |
| 7  | Peter Velits      | Team HTC-High Road | + 2' 38"    |
| 8  | Andreas Klöden    | Team RadioShack    | + 2' 43"    |
| 9  | Philippe Gilbert  | Omega Pharma-Lotto | + 2' 55"    |
| 10 | Jakob Fuglsang    | Team Leopard-Trek  | + 3' 08"    |

|    | Ciclista           | Equip              | Total   |
| -- | ------------------ | ------------------ | ------- |
| 1r | Philippe Gilbert   | Omega Pharma-Lotto | 226 pts |
| 2n | José Joaquín Rojas | Movistar Team      | 209 pts |
| 3r | Mark Cavendish     | Team HTC-High Road | 197 pts |

|    | Ciclista           | Equip              | Total  |
| -- | ------------------ | ------------------ | ------ |
| 1r | Johnny Hoogerland  | Vacansoleil-DCM    | 22 pts |
| 2n | Thomas Voeckler    | Team Europcar      | 17 pts |
| 3r | Tejay van Garderen | Team HTC-High Road | 5 pts  |

|    | Ciclista          | Equip            | Temps       | Temps |
| -- | ----------------- | ---------------- | ----------- | ----- |
| 1r | Robert Gesink     | Rabobank ProTeam | 42h 10' 33" |       |
| 2n | Rein Taaramae     | Cofidis          | + 51"       |       |
| 3r | Arnold Jeannesson | FDJ              | + 1' 20"    |       |

|    | Equip             | Temps        | Temps |
| -- | ----------------- | ------------ | ----- |
| 1r | Team Europcar     | 125h 37' 34" |       |
| 2n | Team Leopard-Trek | + 32"        |       |
| 3r | Team RadioShack   | + 1' 02"     |       |

## Abandonaments
- Aleksandr Kólobnev (Team Katusha): suspès el dia anterior pel seu equip per haver donat positiu en un control antidopatge per hidroclorotiazida.[3]
- Iaroslav Popòvitx (Team RadioShack): no surt.[4]